# Danijel Majić
Danijel Majić (* 1981 in Frankfurt am Main) ist ein deutsch- und kroatischsprachiger Journalist mit den Themenschwerpunkten ehemaliges Jugoslawien, Nationalismus, Neue Rechte, Rassismus und Rechtsextremismus.

## Werdegang
Majić entstammt einer kroatischen Familie aus der bosnisch-herzegowinischen Stadt Tomislavgrad und wuchs in Frankfurt-Rödelheim auf. An der Goethe-Universität Frankfurt am Main studierte er Rechtswissenschaften und Philosophie. Majić war u. a. für den Wiesbadener Kurier, die Berliner Zeitung und die Jüdische Allgemeine tätig. Seit 2007 war Majić bei der Frankfurter Rundschau als freier Mitarbeiter, Volontär und zuletzt von 2013 bis 2019 als festangestellter Redakteur beschäftigt. Seit Juni 2019 ist er für den Hessischen Rundfunk als Online-Redakteur der hessenschau tätig.
Gemeinsam mit dem serbischstämmigen Krsto Lazarević (* 1989 in Tuzla) produziert und moderiert Majić seit 2016 den Podcast „Neues vom Ballaballa-Balkan“, für den beiden im Jahr 2022 der Journalistenpreis der Südosteuropa-Gesellschaft (München) verliehen wurde. Der Podcast informiert vor allem über die Vergangenheit und Gegenwart der jugoslawischen Nachfolgestaaten.

## Privates
Majić ist der Vater von zwei Kindern.

## Werke (Auswahl)
- Danijel Majić, Carla Reitter: KRIEG IM SCHATTEN: Warum starb Nikola Milicevic? In: TrueCrime auf Hessischer Rundfunk vom 20. März 2024, ARD Audiothek, abgerufen am 7. Februar 2025.